# Дюсум Кхиенпа
Първият Кармапа Дюсум Кхиенпа е роден в областта Трей Шу в До Кхам в източен Тибет в годината на железния тигър (1110) в семейство на практикуващи будисти, от които получава и първите си Дхарма поучения.
Едва петгодишен той постъпва като послушник в монашеската общност и изучава Махаяна текстове на школата Йогачара, Мадхямака текстове на Нагарджуна и Чандракирти, а също така получава тантра поучения от линията Кадампа. Двадесетгодишен Дюсум Кхиенпа вече е ръкоположен за монах. Изучава кодексите на Виная, получава поученията на Калачакра и „Пътя и Неговия Плод“ на индийския йогин Вирупа.
Тридесетгодишен той пътува до Дак Ла Гампо за да се срещне с Гампопа, държателя на линията Кагю. В качеството на основополагаща практика той му преподал „Лам Рим“ или постепенния път на традицията Кадампа – нещо, което било и неговото собствено начало. Впоследствие Гампопа го определя за свой главен ученик и му предава цялата си приемственост. Казва се, че в момента на неговото пълно просветление – (около петдесетгодишен в областта Кампо Ненанг) Дакините подарили на Дюсум Кхиенпа Черна Корона изплетена от косите им и фактически представлява енергийно поле над главата му и над главите на всичките му следващи прераждания. Короната е символ на това, че той осъзнава истинската природа на реалността. Той остава на това място осемнадесет години и по това време получава името си Дюсум Кхиенпа, което означава познаващият трите времена – минало, настояще и бъдеще.
По – късно основава манастира Цурпху, който е главно седалище на следващите Кармапи чак до 1959 година или китайската окупация на Тибет. Основава също и манастирите Мар Кхам и Карма Гьон, където се среща с основния си ученик и приемник на линията Дрогон Речен. Освен приемствеността той му оставя и писмо с предсказание и инструкции как да бъде открито и разпознато следващото му прераждане. Така Дюсум Кхиенпа става хронологически първият съзнателно прераждащ се лама (или Тулку) на Тибет. Дрогон Речен предава линията на Помдрагпа, а той на свой ред на втория Кармапа Карма Пакши.